# Джексон, Стив (геймдизайнер)
Стив Джексон (род. 20 мая 1951 года) — британский геймдизайнер, писатель и игровой журналист.

## Биография
Джексон начал свою карьеру в игровой индустрии в 1974 году в качестве независимого журналиста в журнале Games & Puzzles. В начале 1975 года Джексон, вместе со школьными друзьями Джоном Пиком и Яном Ливингстоном, стал соучредителем компании Games Workshop.
Для поддержки бизнеса они начали публиковать ежемесячную новостную рассылку «Owl and Weasel», которую в основном создавал Джексон. Первый номер был разослан подписчикам недавно закрытому фанзину Альбион. Брайан Блюм получив первый номер, отправил им взамен копию новой игры Dungeons & Dragons. Джексон и Ливингстон воодушевились игрой и получили разрешение на эксклюзивную продажу D&D в Европе. В конце 1975 года Джексон и Ливингстон организовали первый фестиваль, первый игровой день.
Во время мероприятия они продавали игры прямо из своей квартиры, но арендодатель выставил их летом 1976 года, когда уже после мероприятия по этому адресу начали приходить люди в поисках реального магазина.
На фестивале Дня Игр в 1980 году Джексон и Ливингстон встретились с Джеральдин Кук, редактором «Penguin Books». Они убедили ее рассмотреть возможность публикации книги о ролевом хобби. Первоначально предполагалось, что это будет вводное руководство, но идея интерактивной книги-игры оказалась более привлекательной. В 1980 году Джексон и Ливингстон начали разрабатывать концепцию серии игр Fighting Fantasy , первый том которой («Чернокнижник горы Огненной Вершины») был опубликован в 1982 году издательством Puffin Books (дочерняя компания «Penguin Books»). Fighting Fantasy была в основном ориентирована на детей, когда Волшебство! ориентировалось на более взрослую аудиторию. Джексон и Ливингстон связывают популярность книг-игр со сложностью игры.
После успеха серии Fighting Fantasy Джексон разработал первую интерактивную телефонную ролевую игру FIST, основанную на концепциях игровых книг.
Джексон и Ливингстон продали свою долю в Games Workshop в 1991 году. В середине 1990-х Джексон проработал 2,5 года в качестве игрового журналиста в лондонской Daily Telegraph. Затем, вместе с Питером Молинье, он создал компанию разработчика компьютерных игр Lionhead Studios. Джексон покинул студию в 2006 году, после того как Microsoft купила компанию.
Является почетным профессором Университета Брунеля в Лондоне, где он преподает теорию цифровых игр и геймдизайна в магистратуре.
Его часто ошибочно принимают за Стива Джексона, американского гейм-дизайнера. В США Джексон также издал три книги в серии «Боевая фантазия», что увеличивает путаницу, тем более что эти книги были просто приписаны «Стиву Джексону» без какого-либо признания того, что это был другой человек.

## Работы

### Книги
- Чернокнижник горы Огненной Вершины (1982) с Яном Ливингстоном , Puffin Books
- Волшебство! 1-4 (1983-85), Puffin Books
- Цитадель Хаоса (1983), Puffin Books
- Звездный Путешественник (1984), Puffin Books
- Дом Ада (1984), Puffin Books
- Fighting Fantasy: вступительная ролевая игра (1984), Puffin Books
- Назначение с F.E.A.R. (1985), Puffin Books
- Задачи Танталона (1985), издательство Оксфордского университета
- Существо Havoc (1986), Puffin Books
- Войны Троллозубов (1989), Puffin Books

### Видео игры
- Lost Eden (1995), Virgin Interactive
- Circle of Blood (1996), Virgin Interactive
- Close Combat V: Invasion Normandy (2000), Strategic Simulations, Inc.
- Fighting Fantasy: The Warlock of Firetop Mountain (2001), Laughing Jackal
- The Movies (2005), Activision
- Fighting Fantasy: The Warlock Of Firetop Mountain (2009), Big Blue Bubble
- Sorcery! 1 — The Shamutanti Hills (2013), Inkle
- Sorcery! 2 — Kharé — Cityport of Traps (2013), Inkle
- Sorcery! 3 — The Seven Serpents (2015), Inkle
- Sorcery! 4 — The Crown Of Kings (2016), Inkle

### Разное
- BattleCards — карточная игра, впервые выпущенная в 1993 году, в которой используется уникальная система «царапин и истреблений»
- Fantasy Interactive Scenarios by Telephone (FIST) — телефонная ролевая игра для одного игрока, похожая на Fighting Fantasy

## Примечание
1. 1 2 3 4 5 6 7 8 9   (неопр.).
2. ↑  Ian[англ.]. Editorial (неопр.) // Owl and Weasel[англ.]. — Games Workshop, 1975. — April (№ 3).
3. ↑  McFerran, Damien. You are the hero: A history of Fighting Fantasy. Eurogamer (16 августа 2013). Дата обращения: 25 августа 2014. Архивировано 25 августа 2014 года.
4. 1 2  Plant, Mike. Interview: Steve Jackson, role-playing game titan. The Register (6 июня 2013). Дата обращения: 25 августа 2014. Архивировано 24 января 2018 года.
5. ↑  Capper, Andy. Steve Jackson & Ian Livingstone. Vice. Дата обращения: 25 августа 2014. Архивировано 26 августа 2014 года.
6. 1 2  Dredge, Stuart (23 января 2014). Steve Jackson talks F.I.S.T. - the first interactive telephone role playing game. The Guardian. Архивировано 26 августа 2014. Дата обращения: 25 августа 2014.
7. ↑  Frequently Asked Questions. Steve Jackson Games (29 марта 2007). Дата обращения: 14 сентября 2007. Архивировано 17 марта 2012 года.
8. ↑  Steve Jackson – Biography and Public Warning. Steve Jackson Games (14 декабря 2010). Дата обращения: 6 ноября 2011. Архивировано 22 июля 2018 года.